# Stamatios Masouris
Stamatios Masouris (in greco Σταμάτιος Μασούρης?; fl. XIX secolo) è stato un maratoneta greco.

## Biografia
Partecipò alle gare di atletica leggera delle prime Olimpiadi moderne che si svolsero ad Atene nel 1896, nella maratona, dove arrivò ottavo.